# Хеленвуд (Тенеси)
Хеленвуд (енгл. Helenwood) насељено је место без административног статуса у америчкој савезној држави Тенеси.

## Демографија
По попису из 2010. године број становника је 865, што је 19 (2,2%) становника више него 2000. године.
| Група             | 2000.       | 2010.       |
| Белци             | 828 (97,9%) | 856 (99,0%) |
| Афроамериканци    | 0 (0,0%)    | 0 (0,0%)    |
| Азијати           | 0 (0,0%)    | 0 (0,0%)    |
| Хиспаноамериканци | 0 (0,0%)    | 5 (0,6%)    |
| Укупно            | 846         | 865         |